# 월성초등학교 (경남)
월성초등학교는 대한민국 경상남도 창원시에 있는 공립 초등학교이다.

## 학교 연혁
| 1981.03.02. | 월성초등학교 개교(36학급)                 |
| 1994.05.28. | 교육부선정 보건 환경 우수학교             |
| 1999.02.28. | 마산교육청지정 열린 교육 시범(협력) 학교  |
| 2001.02.28. | 교육부과제수행 교실수업개선 연구학교 운영 |
| 2007.02.28. | 마산교육청지정 인성교육 시범학교 운영     |
| 2008.02.29. | 마산교육청지정 평생교육 지역 중심학교     |
| 2011.02.28. | 마산교육청지정 금연교육 솔선수범 학교     |
| 2012.12.12. | 교육복지우선지원학교 선정                 |
| 2012.12.20. | 동관교실 개축공사 시작                    |
| 2013.11.28. | 독서교육 최우수학교 선정                  |
| 2014.10.30. | 동관교실(신관) 개축공사 준공              |
| 2016.03.01. | 제 16대 곽복련 교장 취임                  |
| 2017.02.28. | 교육복지우선지원학교 운영                 |
| 2018.02.14. | 제 37회 졸업식(졸업생 총 수7,639명)       |
| 2018.03.01. | 20학급 편성                               |

## 참고 자료
- 월성초등학교 - 한국교육학술정보원 학교알리미